# Węzeł autostradowy Lübeck
Węzeł autostradowy Lübeck (niem. Autobahnkreuz Lübeck, Kreuz Lübeck, AK Lübeck) – węzeł drogowy na skrzyżowaniu autostrad A1 i A20 (Ostseeautobahn) w okolicach Lubeki, w kraju związkowym Szlezwik-Holsztyn w Niemczech. Nazwa węzła pochodzi od nazwy miasta Lubeka (niem. Lübeck).
| Z                       | Do                    | Średnie dzienne natężenie ruchu |
| ----------------------- | --------------------- | ------------------------------- |
| AS Lübeck-Moisling (A1) | AK Lübeck             | 53 100                          |
| AK Lübeck               | AS Reinfeld (A1)      | 58 200                          |
| AS Mönkhagen (A20)      | AK Lübeck             | 13 100                          |
| AK Lübeck               | AS Lübeck-Genin (A20) | 41 00                           |